# Olle Thorsell
Olle Thorsell, född 18 augusti 1980, är en svensk innebandyspelare och proffs i det schweiziska laget SV Wiler-Ersigen sedan 2004. Han har tidigare spelat i Färjestadens IBK, Södra Kärrs IBK, Karlskrona IBK och Jönköpings IK. Han har sex schweiziska ligaguld, ett schweiziskt cupguld, ett guld i Europacupen och 24 landskamper på meritlistan. Under sina sju säsonger med SV Wiler-Ersigen har han sammanlagt producerat 149 poäng, fördelat på 58 mål och 91 assisteringar.